# Iso Särkiluoma (sjö i Kuusamo, Norra Österbotten, Finland, nära riksgränsen)
Iso Särkiluoma eller Särkiluoma är en sjö i Finland. Den ligger i kommunen Kuusamo i landskapet Norra Österbotten, i den nordöstra delen av landet, 700 km norr om huvudstaden Helsingfors. Iso Särkiluoma ligger 271,1 meter över havet. Den är 8,06 meter djup. Arean är 1,91 kvadratkilometer och strandlinjen är 10,15 kilometer lång. Sjön  ingår i Koundaälvens huvudavrinningsområde.   Den sträcker sig 1,3 kilometer i nord-sydlig riktning, och 3,4 kilometer i öst-västlig riktning.
I övrigt finns följande i Iso Särkiluoma:
- Kuusisaari (en ö)
- Hautasaari (en ö)
- Koivusaari (en ö)
- Kuikkasaari (en ö)

I övrigt finns följande vid Iso Särkiluoma:
- Yli-Heikinjärvi och Ali-Heikinjärvi (sjöar)
- Pieni Särkiluoma (en sjö)